# Reimalternanz
Reimalternanz (französisch Alternance des rimes „Reimwechsel“) bezeichnet in der Verslehre eine Form der Alternation, bei dem in den Versen einer Strophe das Reimgeschlecht regelmäßig wechselt, dem männlichen Reim also ein weiblicher folgt und umgekehrt.
Regelmäßiger Wechsel von männlichen und weiblichen Reimen ist in der französischen Dichtung bereits seit dem Ausgang des Mittelalters häufiger anzutreffen und wurde dann von Pierre de Ronsard zu einem Leitprinzip seiner dichterischen Praxis gemacht und im Art poétique françois (1565) auch als poetische Vorschrift dekretiert. Seinem Vorbild sind dann auch die deutschen Dichter und Poetiker seit Opitz gefolgt, während im Englischen wegen des Überwiegens, im Italienischen und Spanischen hingegen wegen der Seltenheit endbetonter beziehungsweise einsilbiger Wörter der französische Usus sich nicht durchgesetzt hat.
Ab dem 20. Jahrhundert wird die Reimalternanz in der deutschen Lyrik deutlich seltener beachtet und erscheint vorwiegend noch bei formorientierten Lyrikern wie R. A. Schröder und Carossa, aber durchaus auch bei Benn und Brecht, vor allem im kreuzgereimten Vierzeiler und im Sonett, wobei hier schon Schlegel und Goethe italienischem Vorbild entsprechend durchgängig weibliche Reime verwendeten. 
Ein schönes Beispiel gibt es dennoch bei Goethe in der im Buch Suleika des West-östlichen Divans mehrfach verwendeten Strophenform des kreuzgereimten Vierzeilers mit trochäischen Vierhebern und Reimalternanz, die deshalb Suleikastrophe genannt wird. Hier beginnt Hatem sein Liebeswerben um Suleika mit den Versen:
Nicht Gelegenheit macht Diebe,

Sie ist selbst der größte Dieb;

Denn sie stahl den Rest der Liebe,

Die mir noch im Herzen blieb.
Hier sind die Reime der jeweils zweiten und vierten Verszeile männlich und erscheinen als Verkürzung des weiblichen Reims (Diebe → Dieb; Liebe → [b]lieb).